# Соколов Віктор Олександрович
Ві́ктор Олександрович Соколо́в (8 листопада 1909, Тула, Російська імперія —1974, Москва, СРСР) — радянський льотчик-випробувач, полковник, учасник Другої світової війни. Чоловік льотчиці Валентини Гризодубової.

## Життєпис

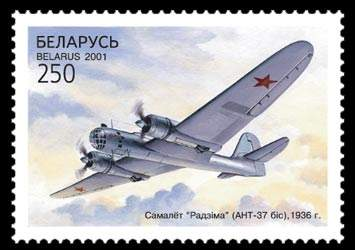
Літак АНТ-37 «Родина»

Народився 8 листопада 1909 року у місті Тула.
У березні 1932 року почав службу в Червоній армії. Працював льотчиком-випробувачем на Державному авіаційному заводі № 1. Тоді ж одружився з льотчицею Валентиною Гризодубовою. Восени 1936 року у подружжя народжується син Валерій. Через рік після рекордного безпосадочного перельоту за участю його дружини, Віктор Соколов керував тим самим літаком АНТ-37 «Родина» під час його повернення до Москви.
Під час Другої світової війни був командиром 832-о винищувального авіаційного полку Військових Сил РСЧА. Після того як восени 1944 року полк було передано до складу Польської народної армії, залишався на посаді вже як командир 11-го винищувального авіаційного полку Війська Польского до 17 лютого 1945 року.
Пішов у відставку 8 лютого 1947 року. Пізніше, працював льотчиком-випробувачем на Авіазаводі № 82 у Тушино.
Помер 1974 року у Москві.

## Нагороди
- Орден Червоного Прапора (1943)[2]
- Орден Вітчизняної війни 1 ступеня (1944)[3]
- Медаль «За бойові заслуги» (1944)[4]
- Медаль «За оборону Москви»[1]
- Медаль «За перемогу над Німеччиною у Великій Вітчизняній війні 1941—1945 рр.»[1]